# Mahaffey, Pennsylvania
Mahaffey, Pennsylvania (енгл. Mahaffey) град је у америчкој савезној држави Пенсилванија.

## Демографија
По попису из 2010. године број становника је 368, што је 34 (-8,5%) становника мање него 2000. године.
| Група             | 2000.        | 2010.       |
| Белци             | 402 (100,0%) | 365 (99,2%) |
| Афроамериканци    | 0 (0,0%)     | 0 (0,0%)    |
| Азијати           | 0 (0,0%)     | 0 (0,0%)    |
| Хиспаноамериканци | 0 (0,0%)     | 0 (0,0%)    |
| Укупно            | 402          | 368         |